# Flevoziekenhuis
Het Flevoziekenhuis is een ziekenhuis in de Nederlandse stad Almere. Het is het grootste ziekenhuis in de provincie Flevoland. 
Het Flevoziekenhuis biedt primaire zorg aan inwoners van Almere en secundair specialistische faciliteiten aan inwoners uit de rest van Flevoland. Het ziekenhuis is opgericht in 1991 en is de erfgenaam van het toen opgeheven Burgerziekenhuis in Amsterdam. Een groot deel van het personeel verhuisde mee naar de nieuwe stad in de polder. 
Het Flevoziekenhuis heeft een samenwerking met het Academisch Medisch Centrum (AMC) in Amsterdam, wat inhoudt dat patiënten die niet in het Flevoziekenhuis geholpen kunnen worden, een doorverwijzing krijgen naar het AMC en dat bv. sommige operaties van AMC-patiënten worden uitgevoerd in het Flevoziekenhuis.